# Villa Riberolle
La villa Riberolle est une voie du 20e arrondissement de Paris, en France.

## Situation et accès
La villa Riberolle est une voie privée située dans le 20e arrondissement de Paris. Elle débute au 35, rue de Bagnolet et se termine en impasse.
Elle abrite, encore en 2015 et depuis 1973[Passage à actualiser], une des rares entreprises industrielles de la capitale, une PME de sablage de verre et de métal.

## Origine du nom
La villa tient son nom de celui du propriétaire des terrains sur lesquels elle a été ouverte.

## Historique
Cette voie est créée sous sa dénomination actuelle vers 1903. Elle est ouverte à la circulation publique par un arrêté du 23 juin 1959 remis à jour par l'arrêté municipal du 18 octobre 1989.